# Liste des maîtres de la province de Castille et León de l'ordre du Temple
Pour un article plus général, voir Liste des maîtres de province de l'ordre du Temple.
Cet article présente une liste des maîtres de la province de Castille et León de l'ordre du Temple.

## Province de Castille et León

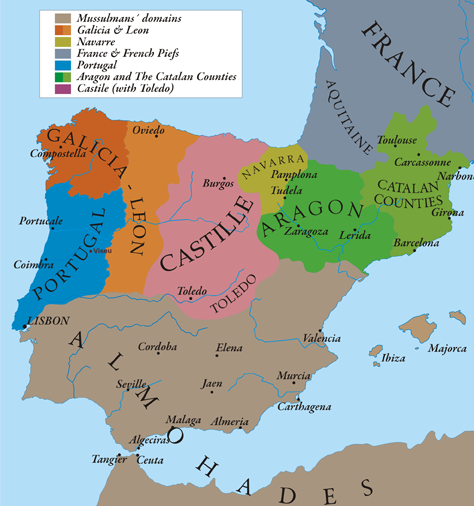
La Péninsule Ibérique en 1210

(la): « Præceptor (magister) Domorum Militiæ Templi in Legione et in Castella »
Cette province incluait le Royaume de Castille et de Tolède ainsi que le Royaume de León pendant les règnes d'Alphonse VIII de Castille et d'Alphonse IX de León.
L'implantation de l'ordre débute en 1146 pour le León et en 1148 en Castille lorsque Alphonse VII leur confie la forteresse musulmane de Qal'at Rabah. De leurs difficultés à défendre cette forteresse qu'ils abandonnent dix ans plus tard, naîtra l'ordre de Calatrava. D'après Pedro Rodríguez de Campomanes, le frère Pedro Robera ((la): Petrus de Robera) semble avoir joué un rôle majeur à partir de 1152 mais il s'agit de Peire de Rovira, qui était maître de Provence et partie des Espagnes à ce moment-là. En 1177 ils prennent possession du Château de Ponferrada et le premier maître à porter le titre de maître de Castille et León est nommé en septembre 1178,.
Dans une moindre mesure que dans la province de Portugal, ils participent à la Reconquista et ils sont à l'origine des nombreuses forteresses assurant la défense des frontières contre les Maures.
Si le Portugal fait partie des premières provinces comme l'atteste un exemplaire de la règle française qui doit dater de 1139/40, son autonomie dans la seconde moitié du XIIe siècle vis-à-vis de la Castille et du León est sujette à discussion. Les historiens Alain Demurger et Kristjan Toomaspoeg ne sont pas de cet avis. En 1169, Gualdim Pais alors « procurateur » de Portugal semble subordonné à Garsia Romeo, « Ministre » en Castille et León lui-même aux ordres de Geoffroy Fouchier, « maître en deçà-mer ». Cependant en 1178, on trouve le maître de Castille et León, Guido de la Guarda et le maître de Portugal, Gualdim dans un même acte, Gualdim Pais figurant avec le titre de maître dans de nombreux documents y compris avant 1169.
Au début du XIIIe siècle la Castille et le León sont clairement réunis avec la province de Portugal formant la province d'Espagne dite aussi des « trois royaumes d'Espagne ». Fernando Díaz est le premier maître apparaissant avec ce titre: (la) « Magister militie Templi in Hispania » notamment en 1203. On trouve ensuite Gomes Ramires (que certains historiens qualifiaient à tort de « Grand » maître du Temple), mais son titre exact est inconnu puis Pedro Álvarez prend le titre de maître de la province de Castille, León et Portugal (ou des trois royaumes d'Espagne). Du point de vue des commanderies, la province ne se structure réellement que vers 1220. Jusqu'à la maîtrise de João Fernandes (Juan Fernandez).
Les relations entre les templiers de Castille et León et ceux de Portugal furent marquées par de nombreux conflits qui aboutiront à la scission des deux provinces pendant la maîtrise du dernier maître des trois royaumes d'Espagne, João Fernandes d'origine portugaise. Gómez García alors grand commandeur de Castille et León pris le parti de Sanche IV de Castille lors de sa révolte contre son père contrairement à João qui fut contraint de s'exiler (au Portugal) après l'accession au trône de l'infant. Il agit seul à partir de 1285 au sein des prieurés castillan et léonais tandis que João Fernandes conserve le contrôle du Portugal jusqu'en 1288.
| Maître                                                                      | Période de maîtrise | Commentaires et autre(s) fonction(s) |
| --------------------------------------------------------------------------- | ------------------- | --- |
| fr. Fulcado                                                                 | 1148-, ?            | |
| fr. Hermindo                                                                | c. 1168/70,         | |
| fr. Garsia Romeu                                                            | 1169,               | ((la) : Garcia Romeo, in Campis, et in Castela Militum prædictorum Ministro.) Peut-être maître de cette province dès 1168 si on suit l'avis de Gonzalo Martínez Díez et de Philippe Josserand. Il est mentionné comme commandeur de Ceinos (en Aragon) à cette date,. |
| fr. Guido de la Guarda                                                      | 1178, - 1187        | ((la) : Guido de La Garda, magister militie Templi in Legione et Castella (1178),. Guidonis de Garda) En mars 1181, il n'est plus que maître en León tandis que le frère Rodrigo est maître en Castille (traité de paix entre Alphonse VIII de Castille & Ferdinand II de León),. Il apparaît avec le titre de maître (de León) dans les archives de Ferdinand II de León jusqu'au 7 janvier 1187. |
| fr. Joan Fernández                                                          | 1183                | [Erreur] Apparaît dans la liste proposée par Campomanes qui tire l'information du cistercien Miguel Ramon Zapater. Erreur de date, les faits relatés se sont produits en 1283. À cette date (1183), Guido de la Guarda est maître en León, Garnerio maître en Castille. |
| fr. Lope Fernández (ou de Serana) († août 1199)                             | 1197-1199,          | (la) : Lupus de Serana) Acte comme maître de Ponferrada en février 1198, ce qui laisse penser qu'il était maître de cette province. Les historiens portugais le mentionnent uniquement comme maître de Portugal (1195-1199) et successeur de Gualdim Pais,. Il a été commandeur de Tomar (1190) |
| fr. Guttiere Hermildes                                                      | [ 3 ]               | [Incertain] Aucune charte ni de dates précises. Campomanes le mentionne en prenant sa source chez Gonzalo Argote de Molina (es), la source primaire étant une chronique de l'ordre de Calatrava où ce dignitaire serait le grand-père d'un homonyme, commandeur de Biuoras ?. Il n'est pas cité par Carlos Pereira Martínez, à moins qu'il s'agisse du frère Hermindo (c. 1168/70) ?               |
| Voir les maîtres de Castille, León et Portugal pour la période c. 1200-1285 |                     | |
| fr. Gómez García                                                            | 1285-1289           | Grand commandeur de Castille et León depuis 1283, fr. João Fernandes est maître des trois royaumes d'Espagne à cette période mais il prend le pas sur lui à partir de 1285,. Commandeur de « Sassivoz » (1271/72), |
| fr. Gonzalo Yáñez                                                           | 1289 -...           | [ 42 ] |
| fr. Sancho Ibáñez ou fr. Gonzalo Yáñez                                      | 1295,               | 03 aout 1295 |
| fr. Gonzalo Gómez ou fr. Gonzalo Yáñez                                      | 1295                | 19 aout 1295 |
| fr. Ruy Díaz                                                                | 1296                | |
| Pedro Yáñez                                                                 | 1296                | [Incertain] |
| fr. Gómez Pérez                                                             | 1298,               | |
| fr. Rodrigo Yáñez                                                           | 1300-1301.          | ((la):Rodericus Johannis) Déchu de sa maîtrise entre avril 1301 et au moins jusqu'à mai 1302, il se retire à Jerez de Los Cabaleros. Semble être à Tripoli en 1281, |
| fr. Pere de Tous ou fr. Gómez Pérez                                         | 1301-1302           | Pere de Tous, lieutenant du commandeur en Castille nommé par Berenger de Cardona, le maître de la Province à cette période est peut-être Gómez Pérez |
| fr. Rodrigo Yáñez                                                           | 1302-1307.          | |